# Faschingskostüm

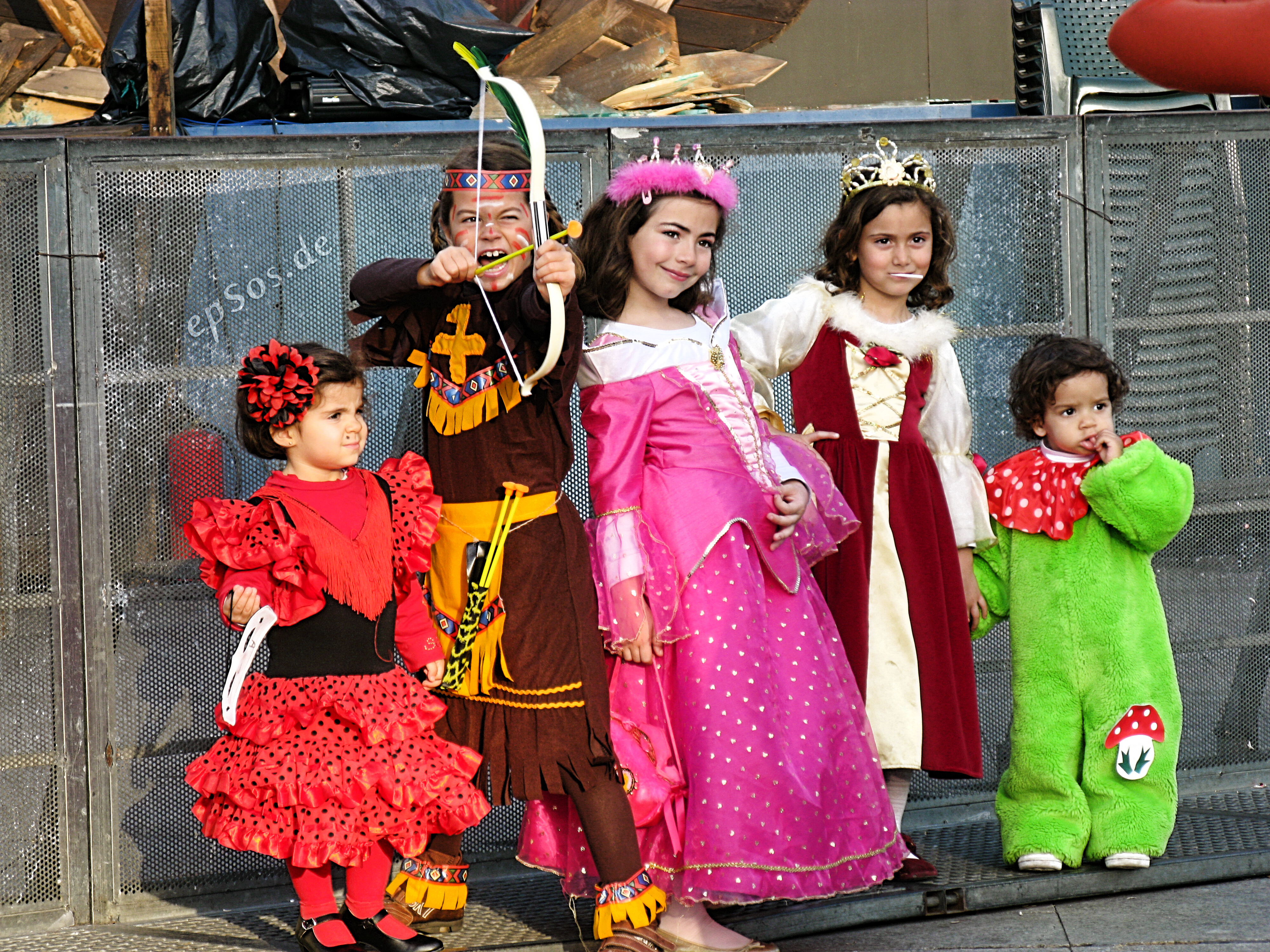
Für Fasching kostümierte Kinder in Las Palmas de Gran Canaria

Ein Faschingskostüm, je nach Region auch Fastnachts- oder Karnevalskostüm genannt, ist eine spezielle Kleidung, gegebenenfalls ergänzt um Accessoires wie Maske, Perücke und Schminke, die als Verkleidung bei Fasching, Fastnacht und Karneval getragen wird.
Faschingskostüme existieren als
- aufwendige Kombination von Masken (z. B. geschnitzte Holzmasken) und traditionellen Kostümen, z. B. in der Schwäbisch-alemannischen Fastnacht,
- aufwendige Masken und teure Roben, z. B. im venezianischen Karneval,
- Faschingsuniformen, die früher das Soldatentum karikierten, z. B. im Rheinischen Karneval die Uniformen der Tanzmariechen oder Funken
- Phantasiekostüme, die bunt, schrill und/oder sexy sind, z. B. beim Karneval in Rio de Janeiro,
- Verkleidungen in Varianten wie Berufsverkleidungen, exotische und historische Verkleidungen, Tierverkleidungen und Phantasiefiguren wie Krankenschwester, Clown, Astronaut, Jäger, Cowboy, Indianer, Haremsdame, Ritter, Prinzessin, Pirat, Wikinger, Katze, Maus oder Fee. Die Verkleidung erfolgt zum Teil, z. B. bei Berufsverkleidungen, mit Originalbekleidung, die einfach nur von Menschen getragen wird, die nicht diesen Beruf ausüben (der Müllmann geht als Arzt, der Arzt geht als Müllmann), zum Teil mit selbstgeschneiderten Kostümen, zum Teil mit oft billigen Kostümen samt Accessoires, die speziell in der Faschingszeit verkauft werden.

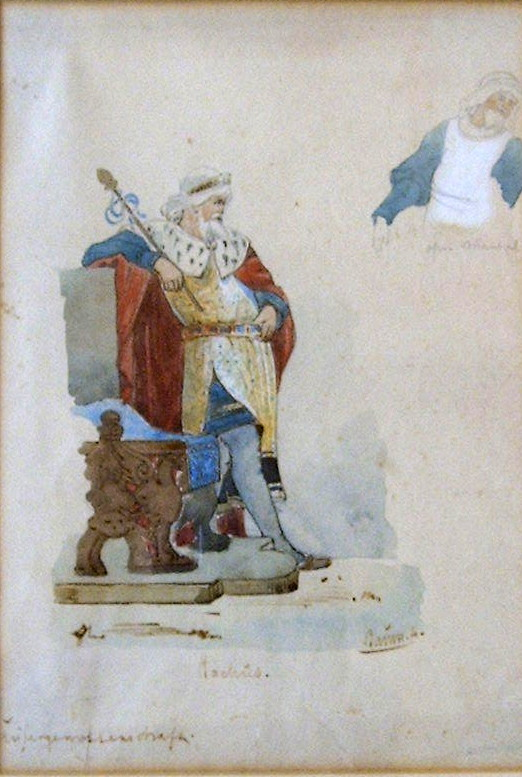
Entwurf eines Bacchus-Kostüms für den Mainzer Karnevalsverein von Philipp Baum, 1886

Ursprünglich wurden viele Kostüme oder spezielle Gegenstände wie Peitschen und Glocken benutzt, um die bösen Geister des Winters zu verjagen und den Frühling willkommen zu heißen. Dieser Brauch wurde bereits im 13. Jahrhundert zelebriert. Auch heute noch ist dies mit ein Grund für die Verkleidung. Besondere Beliebtheit erfahren die Kostüme heute jedoch vor allem bei Kindern.

## Wirtschaftsfaktor Faschingskostüm

### Umsätze und Verkaufsmengen
Während der Karnevalssession 2011/2012 wurden in Deutschland etwa 300 Mio. Euro Umsatz mit Faschingskostümen und Accessoires gemacht. Verkauft wurden etwa zweieinhalb Millionen Kostüme für Erwachsene und ca. zwei Millionen Kinderkostüme, eine Million Perücken, über zwei Millionen Hüte und etwa sieben Millionen Schminksets.
Das Gewerbe ist teilweise mittelständisch geprägt. In der Nähe von Köln setzt beispielsweise ein spezialisiertes Handelsunternehmen auf 20.000 m² Fläche mit einer Auswahl von 5.000 Kostümen pro Jahr ca. 300.000 Karnevalskostüme ab. Das obere Ende der Preisskala stellen die handwerklich gefertigten Kostüme und maßgefertigte Gardeuniformen für Gruppen wie die Blauen Funken dar. Ein Kölner Unternehmen z. B. fertigt pro Session 600 Uniformen für Karnevalsvereine und Tanzgruppen mit Preisen zwischen 2.000 und 4.500 Euro.

### Fachgruppe Karneval im Deutschen Verband der Spielwaren-Industrie
1981 organisierten sich Teile der einschlägigen Wirtschaft in der Fachgruppe Karneval im Deutschen Verband der Spielwaren-Industrie. Grund war damals der erste Golfkrieg, der zu Absagen aller Festlichkeiten geführt hatte. Die daraus folgenden Umsatzeinbußen waren teilweise existenzbedrohend für die Betriebe. Die Fachgruppe sollte gemeinsam neue Strategien und Absatzmöglichkeiten finden, die eine zeitliche Unabhängigkeit von der Karnevalskampagne ermöglichen und weitere Absagen von Sessionen verhindern. 
Im Dezember 2004 war anfangs wegen großen Tsunamis im Indischen Ozean wieder eine Karnevalsabsage im Gespräch. Die Fachgruppe wendete dies durch viele Gespräche mit den Medien, der Politik und den Kirchen ab. Sie argumentierte mit den Möglichkeiten, bei Veranstaltungen, bei denen viele Menschen zusammenkommen, um Spenden bitten zu können. Tatsächlich kamen damals auf vielen Karnevalssitzungen erkleckliche Summen für die Tsunami-Opfer zusammen. Außerdem gelang es der Branche ab 1994 mit der Etablierung des Halloween-Festes in Deutschland ihre Saison um vier Wochen vorzuverlegen.

## Kostümgalerien

### Historische Faschingskostüme

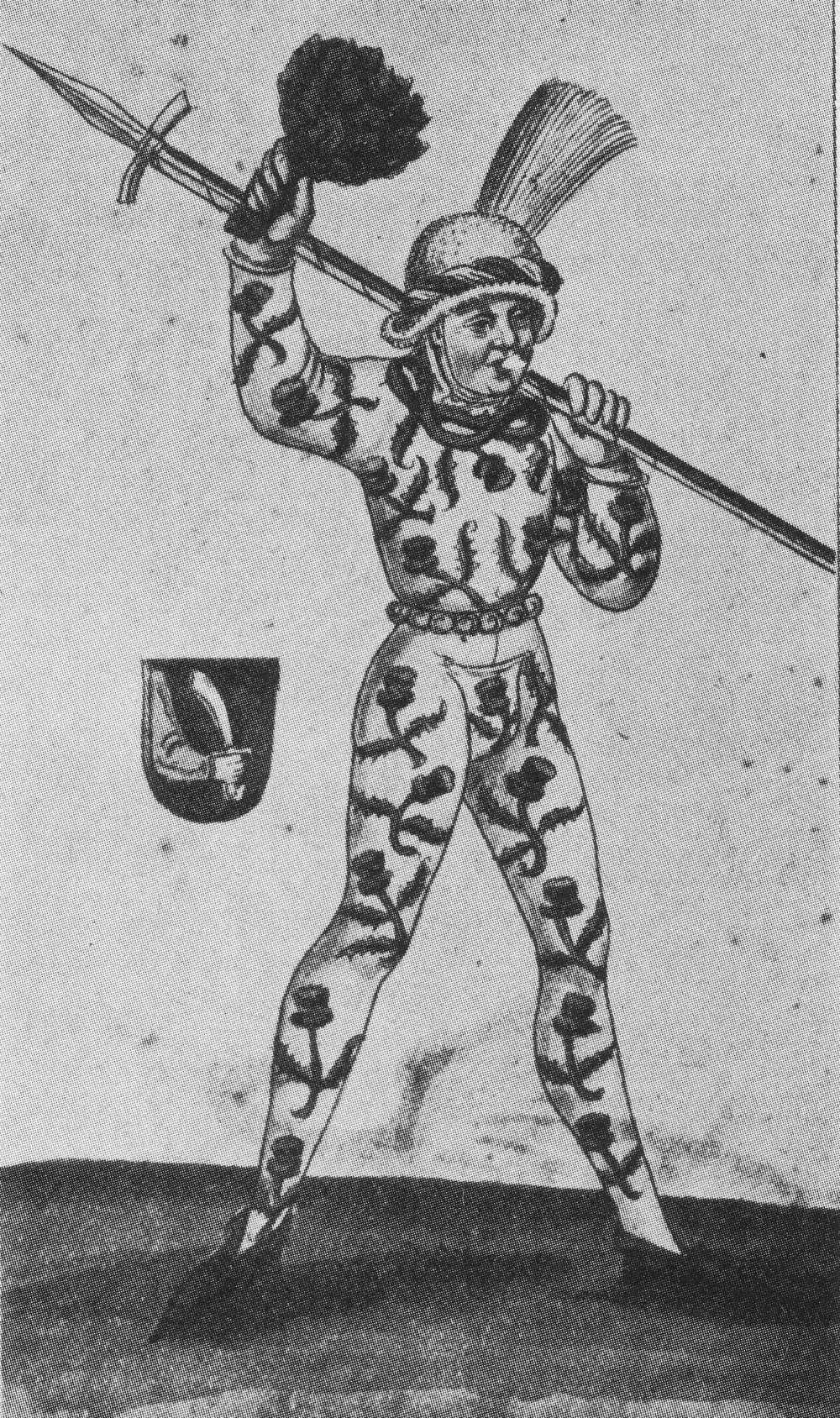
Ein Schembartläufer, Nürnberg, 1476
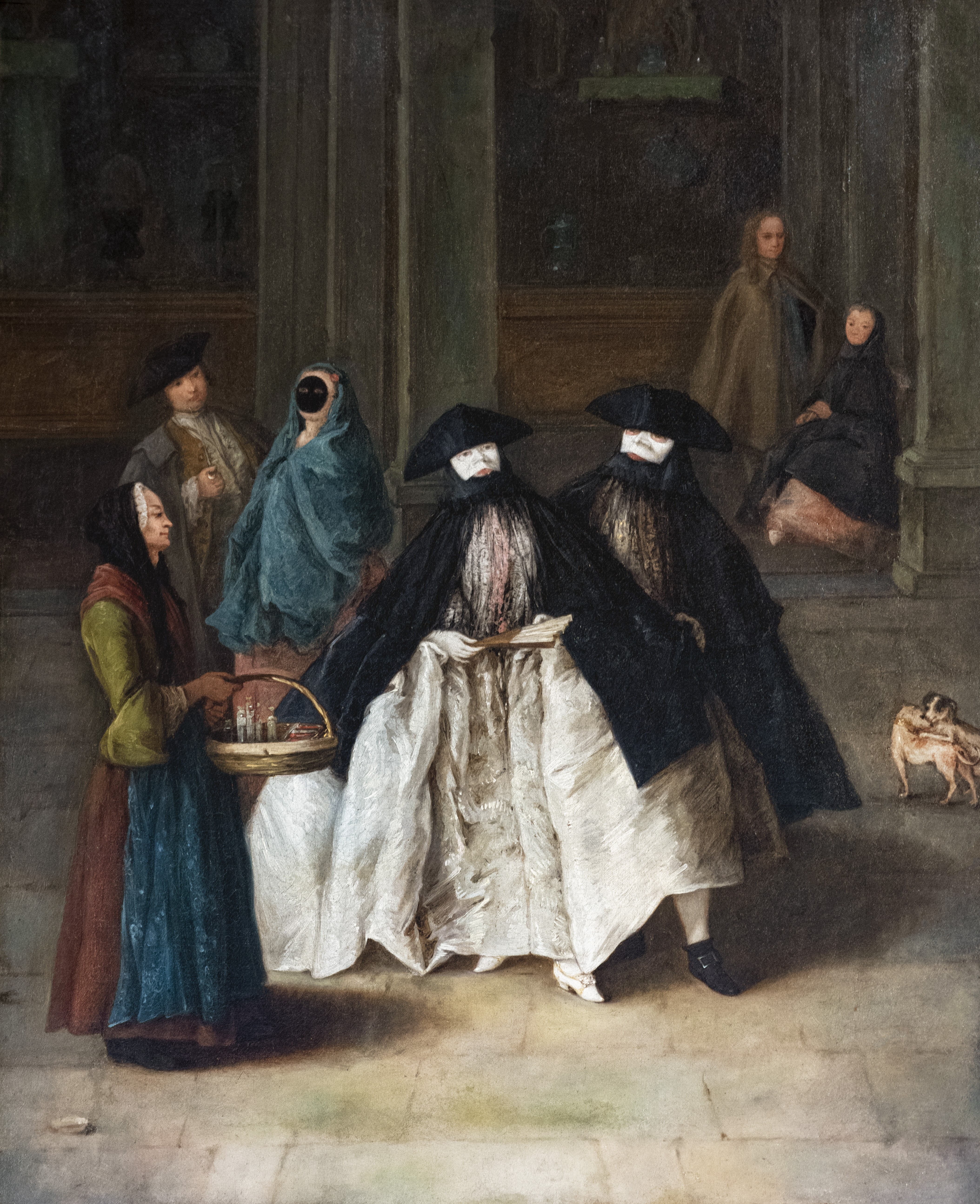
Venezianische Karnevalskostüme: vorne Paar in der baùtta, dahinter Dame mit moretta; Pietro Longhi, 1756
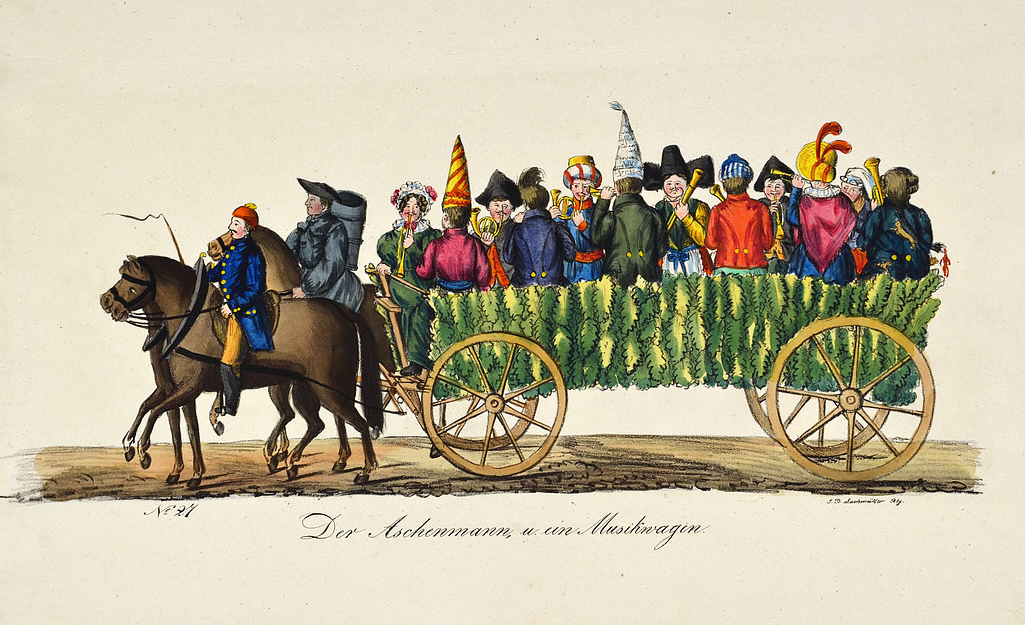
Bamberger Maskerade, 1837
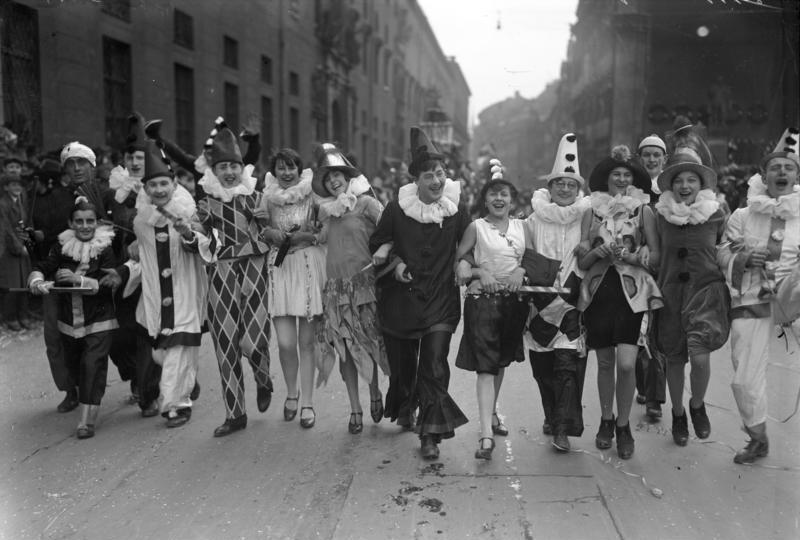
Kostüme des Straßenkarneval 1932
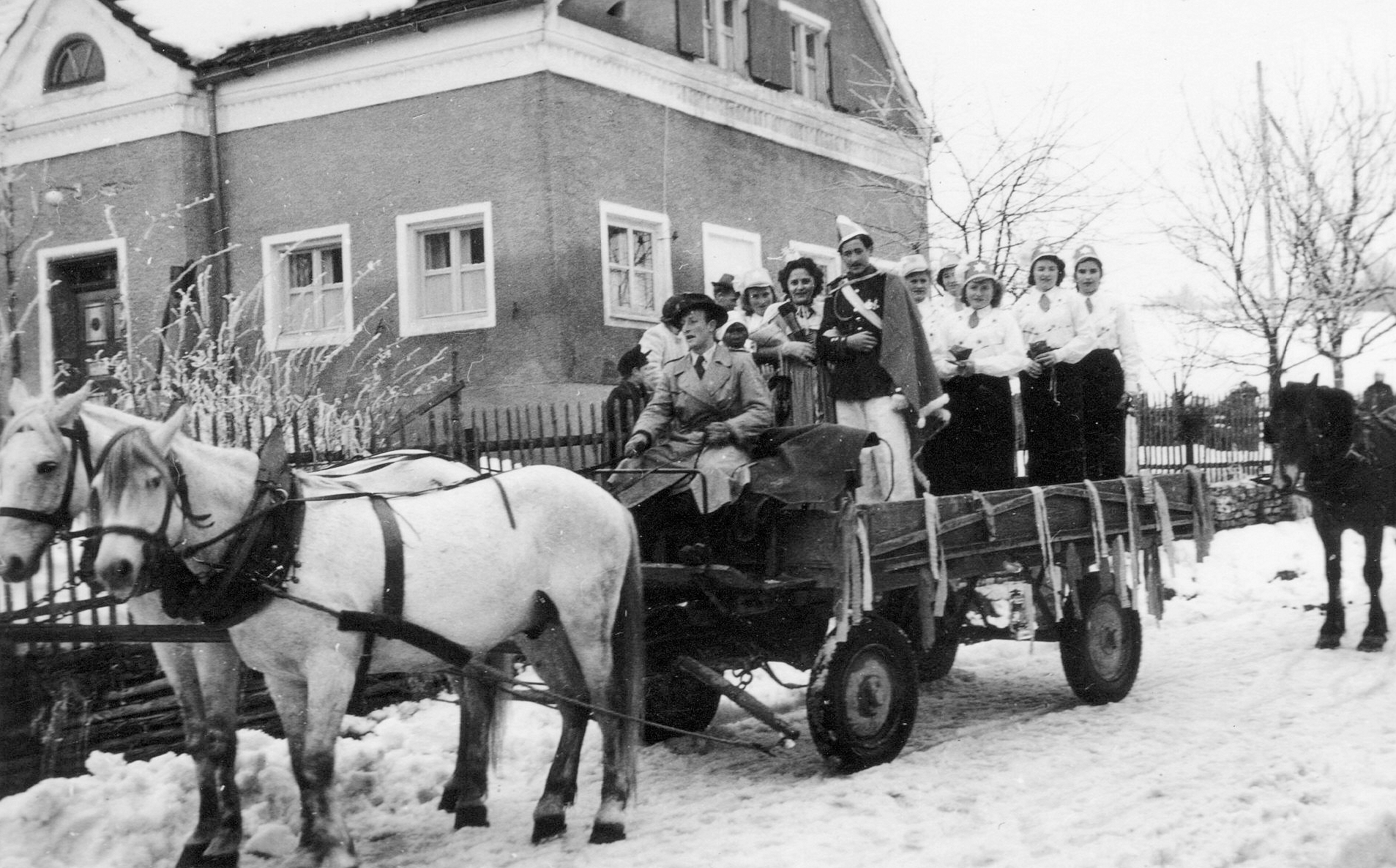
Prinzengarde in Haunzenbergersöll, 1952

### Faschingskostüme international

#### Deutschland

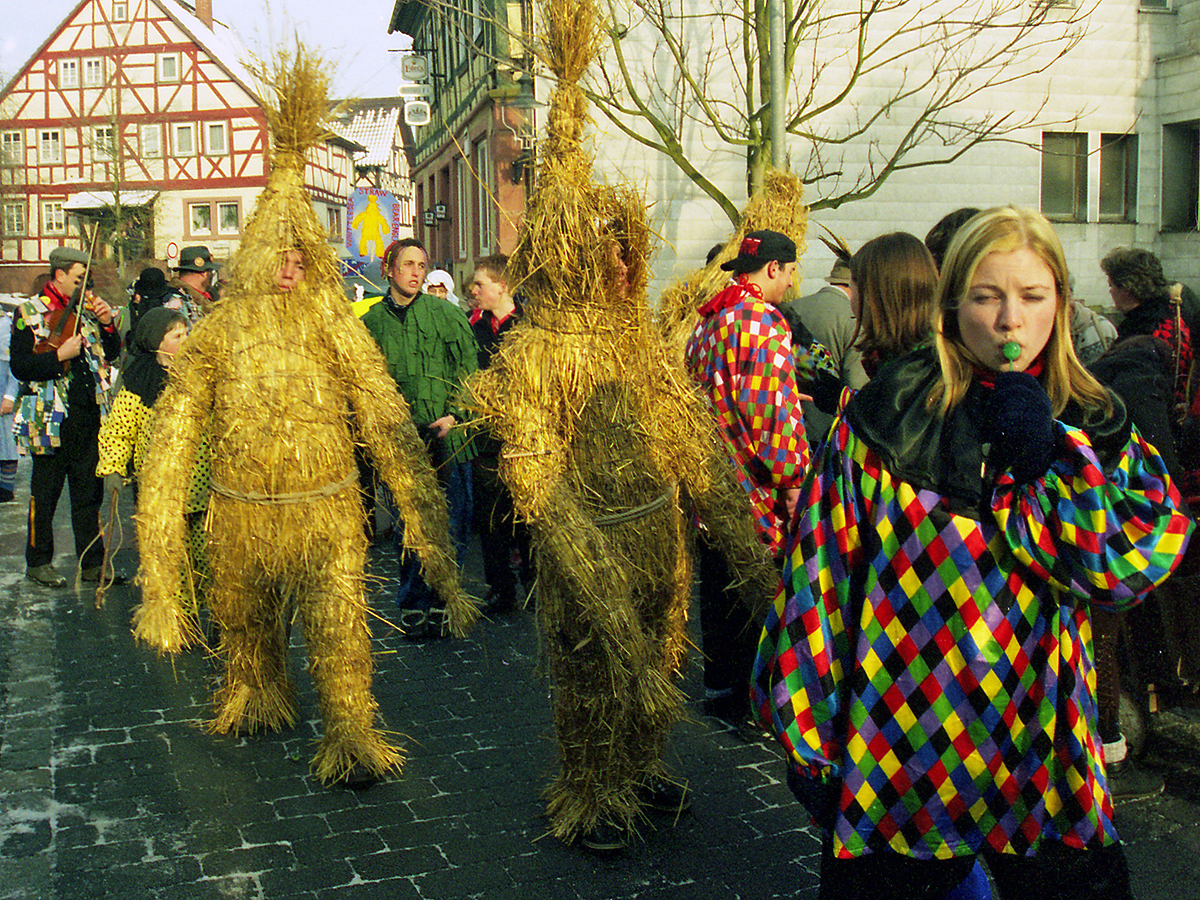
Strohbären in Walldürn
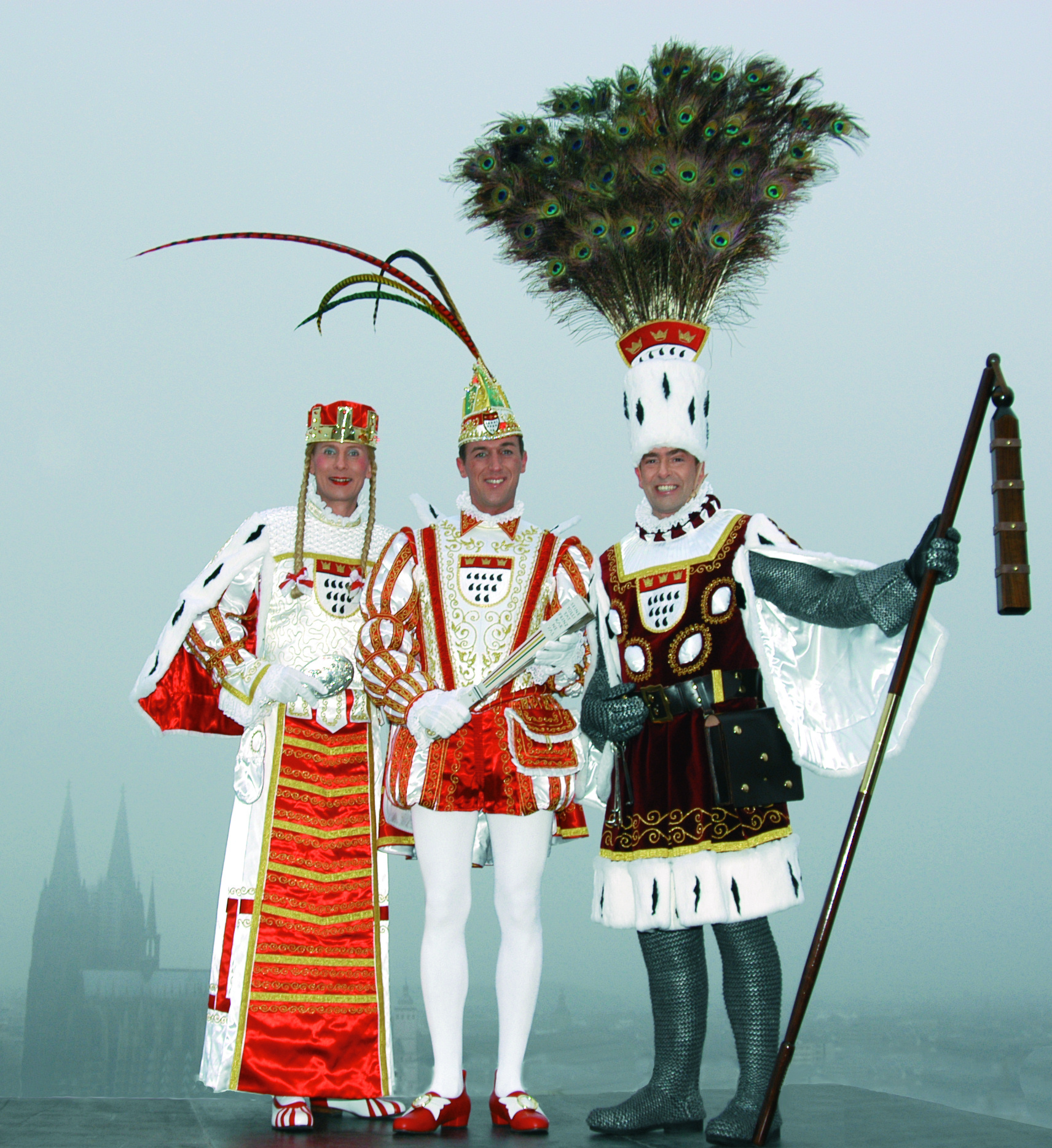
Kostüme des Kölner Dreigestirns, v.l. Jungfrau, Prinz, Bauer
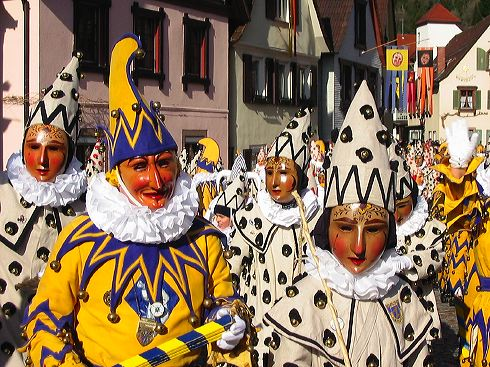
Narrenkostüme barocker und italienischer Prägung: Wolfacher Schellen- und Röslehansel
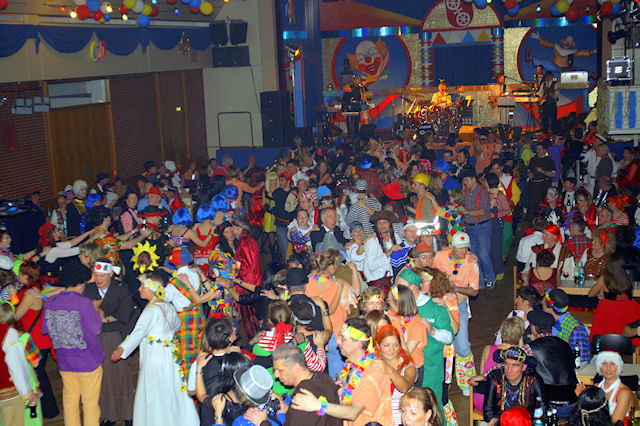
Eine Vielzahl von kostümierten Besuchern des Gonsenheimer Carneval-Verein, 2008
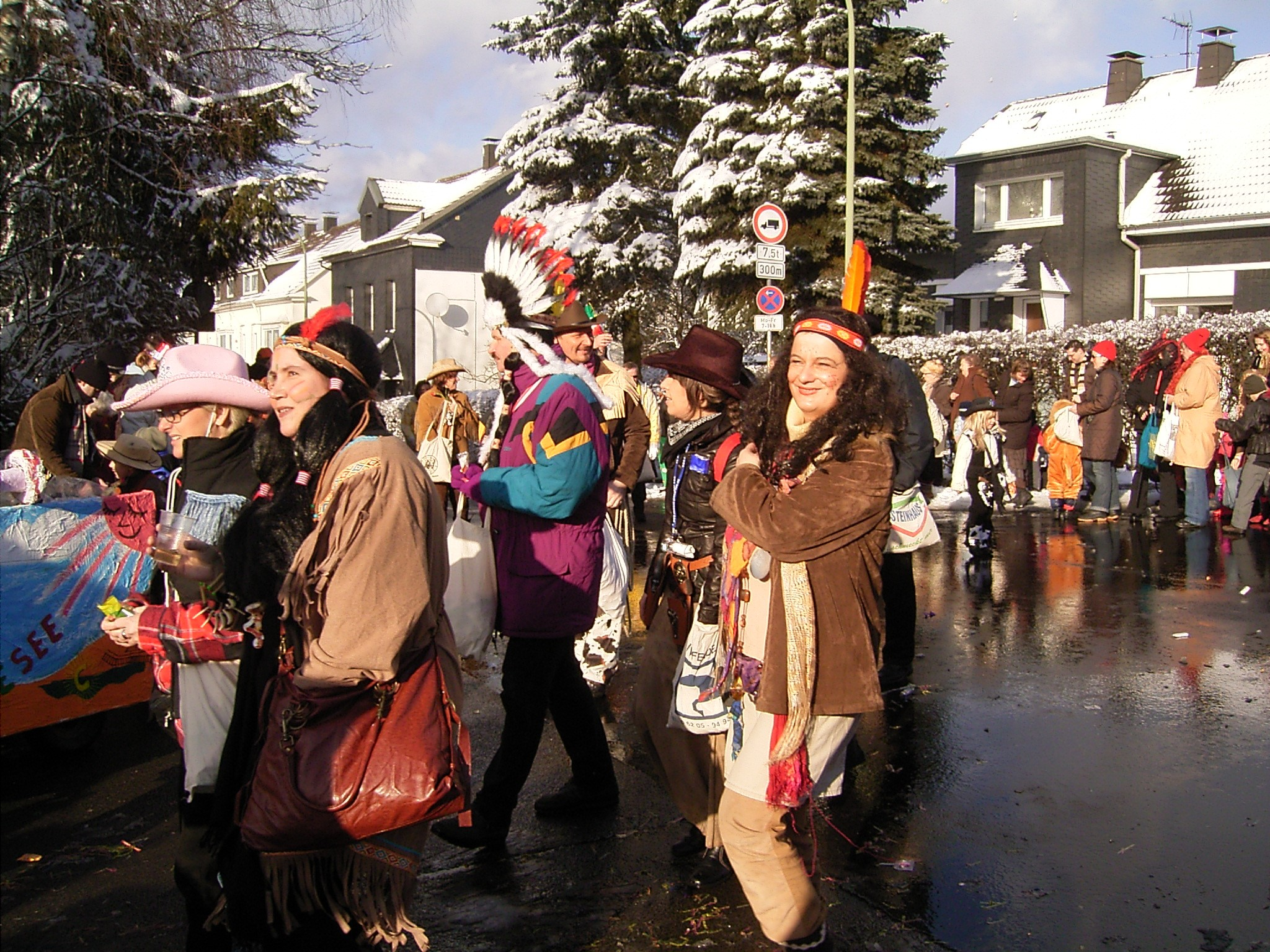
Karneval in Nordrhein-Westfalen (mit klassischer Cowboy- und Indianerkostümierung)

#### Nord- und Mitteleuropa

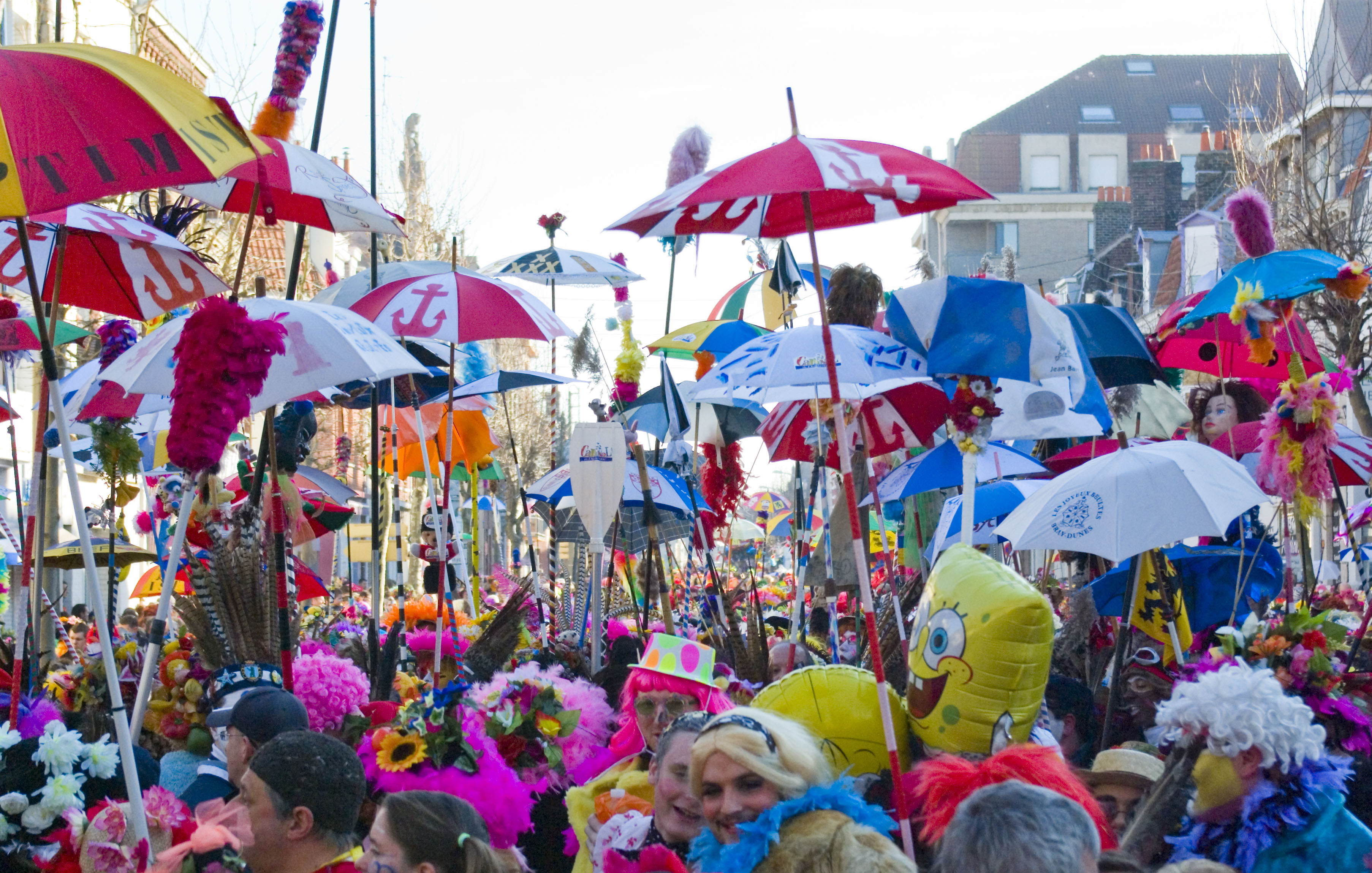
Kostümierte in Dünkirchen
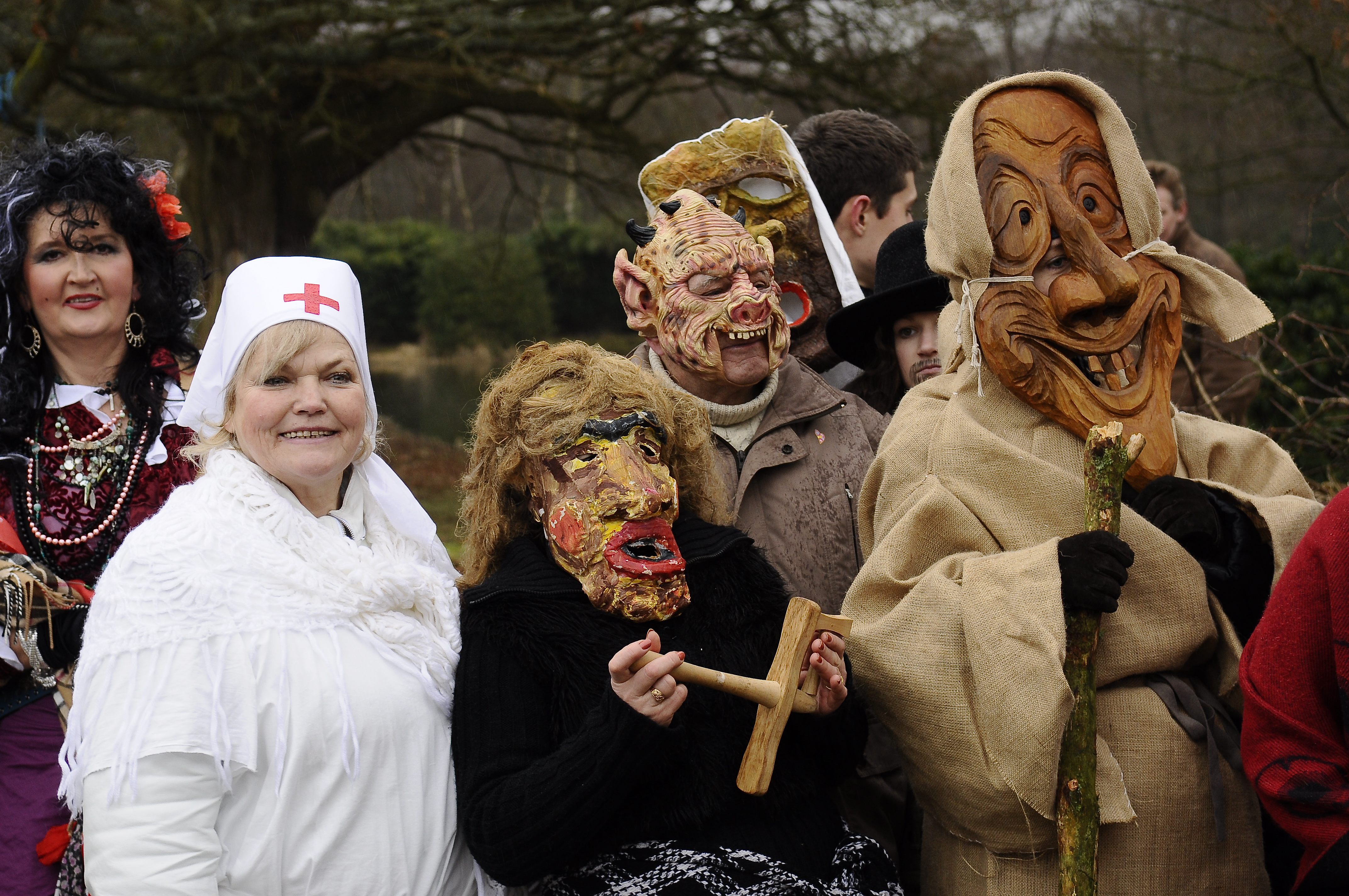
Kostümierte in Litauen, teils traditionell, teils modern
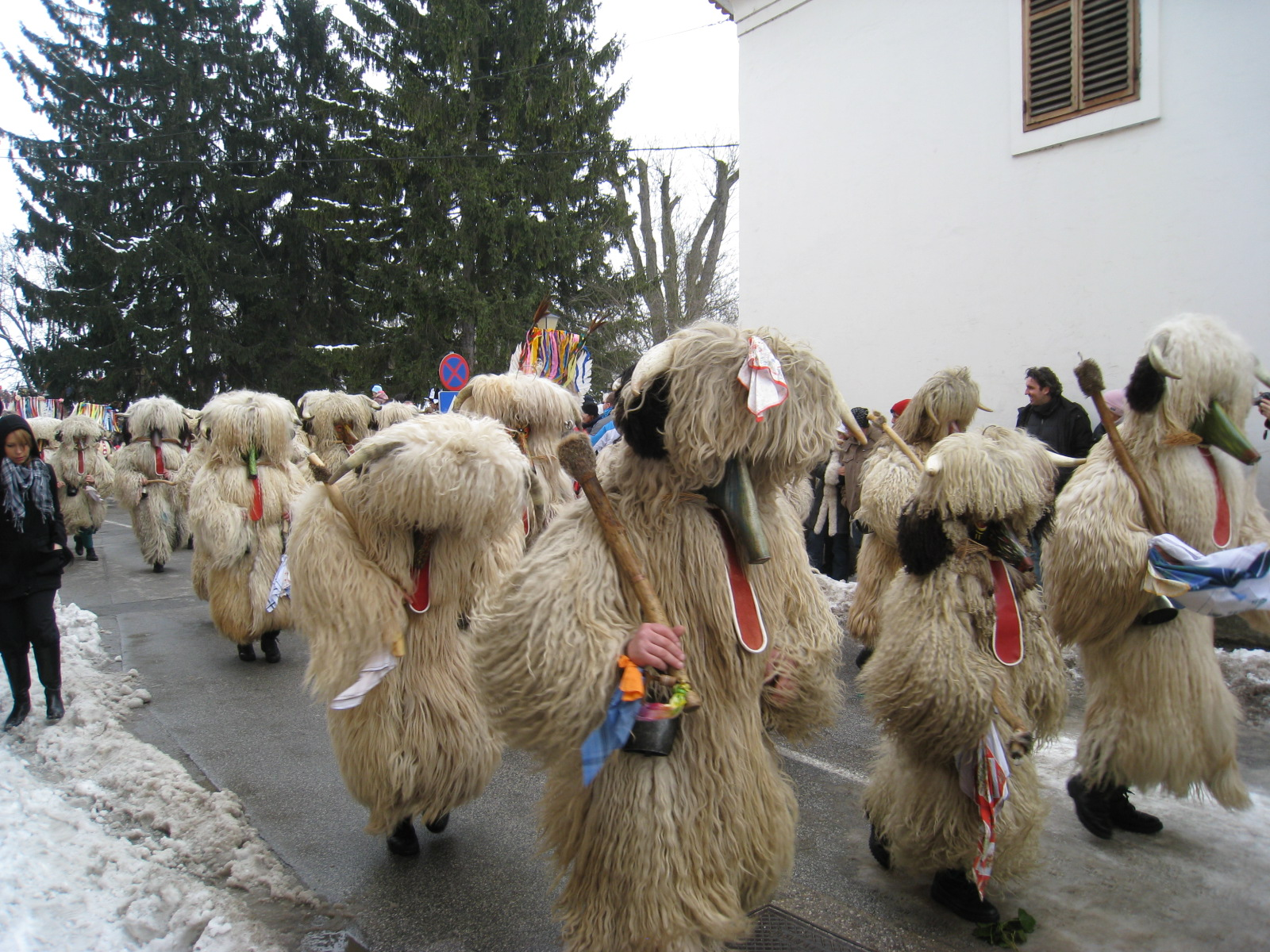
Kostüme in Slowenien
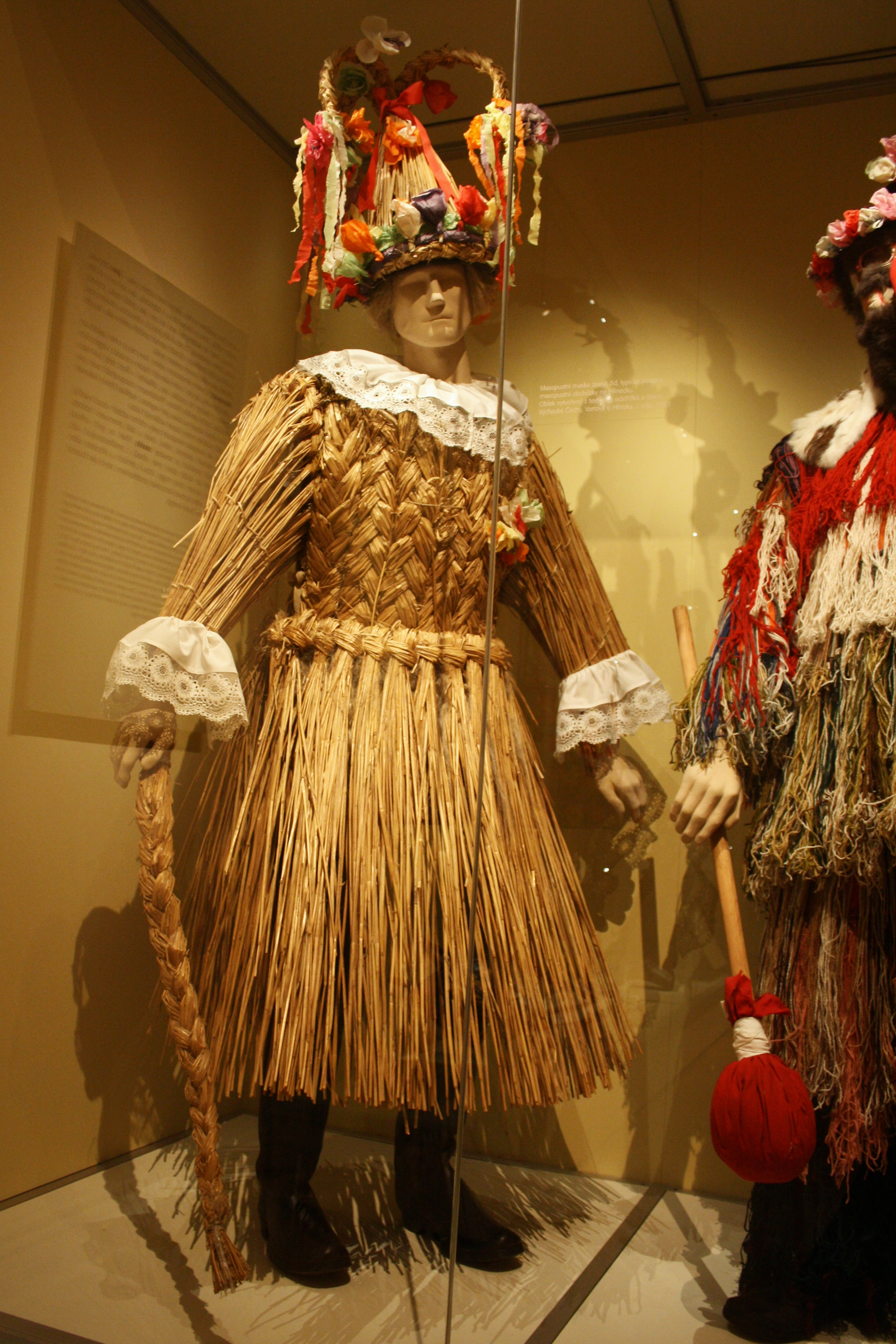
Strohkostüm aus Tschechien
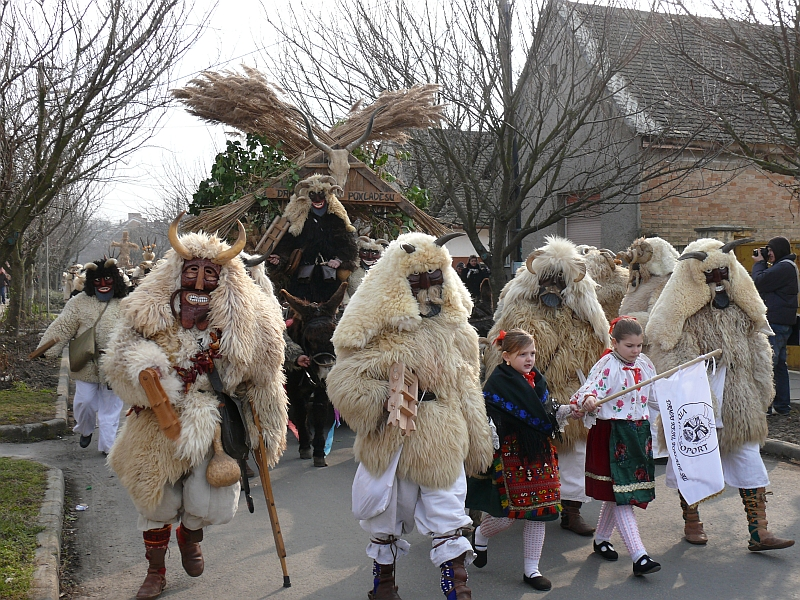
Kostüme in Ungarn
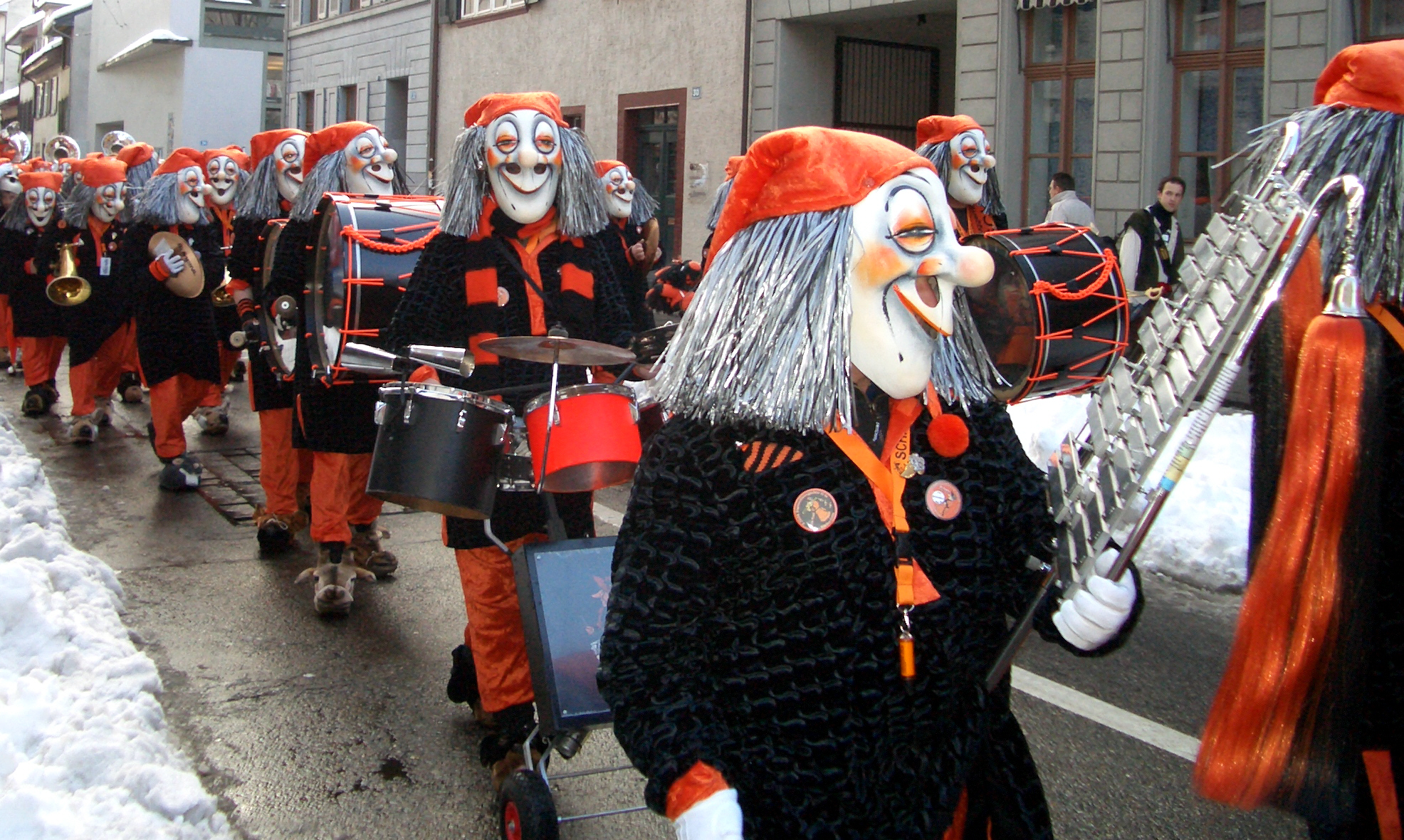
Kostümierte der Basler Fasnacht, Schweiz

#### Südeuropa

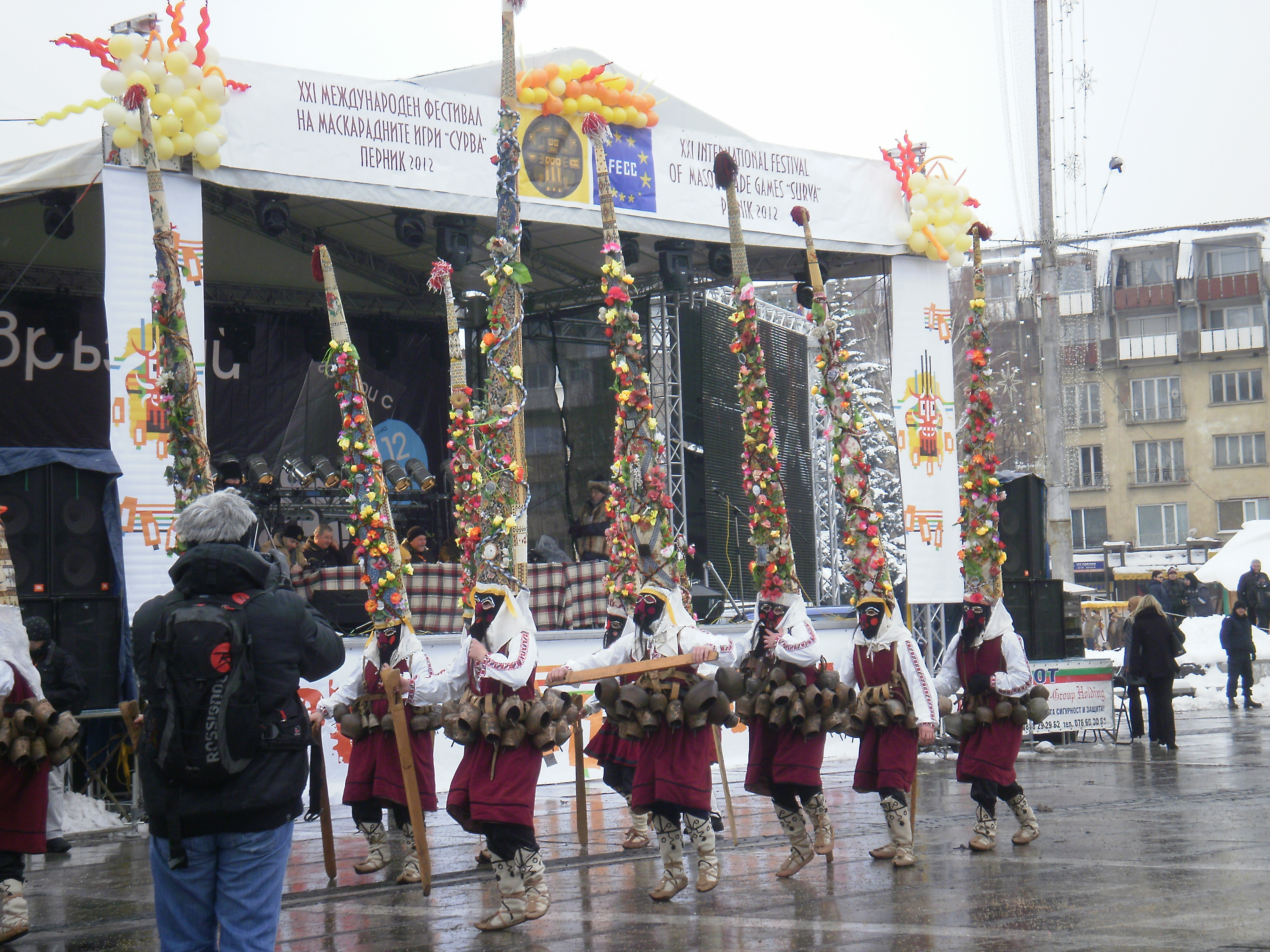
Langhüte beim Surwa in Bulgarien
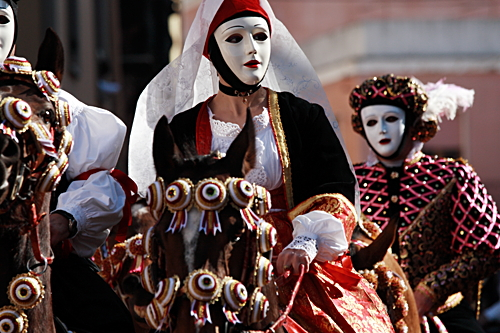
Kostüme in Sardinien, Italien
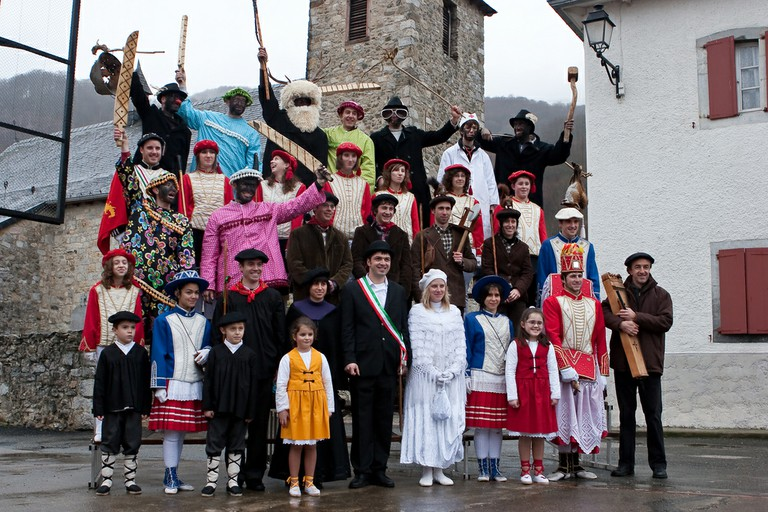
Kostümierte Gruppe im Baskenland
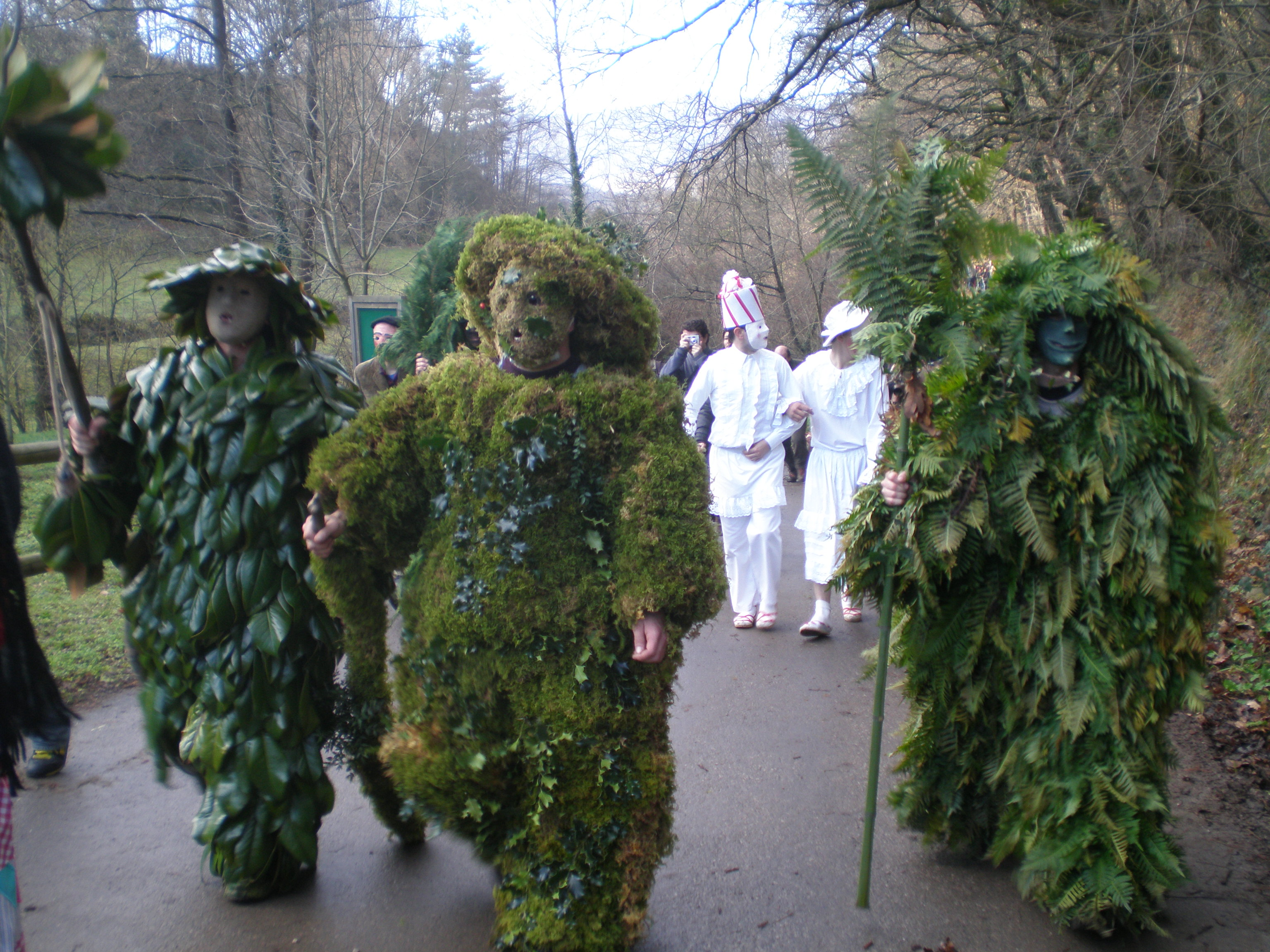
Waldmänner in Kantabrien
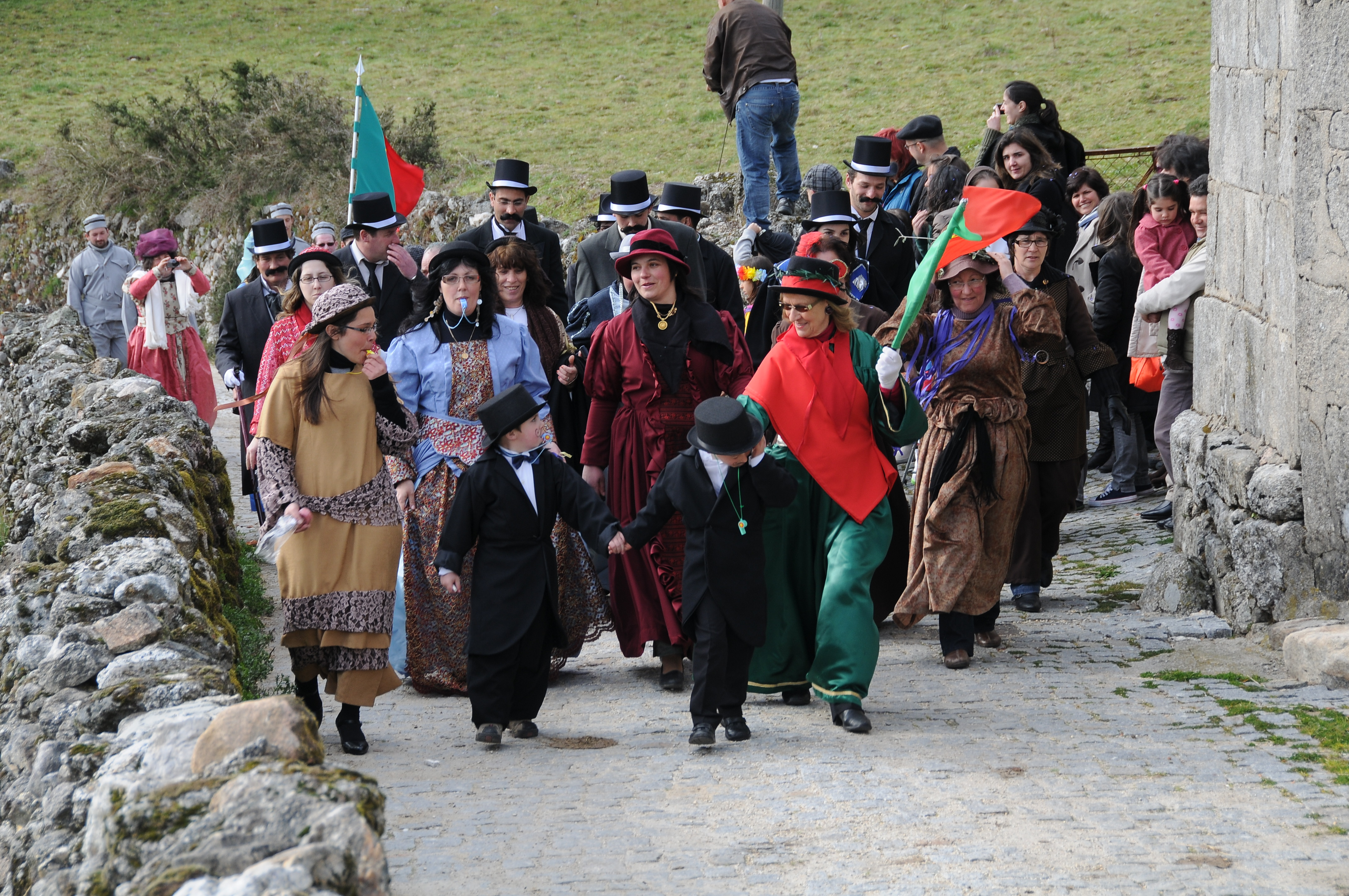
Kostümierte in Portugal
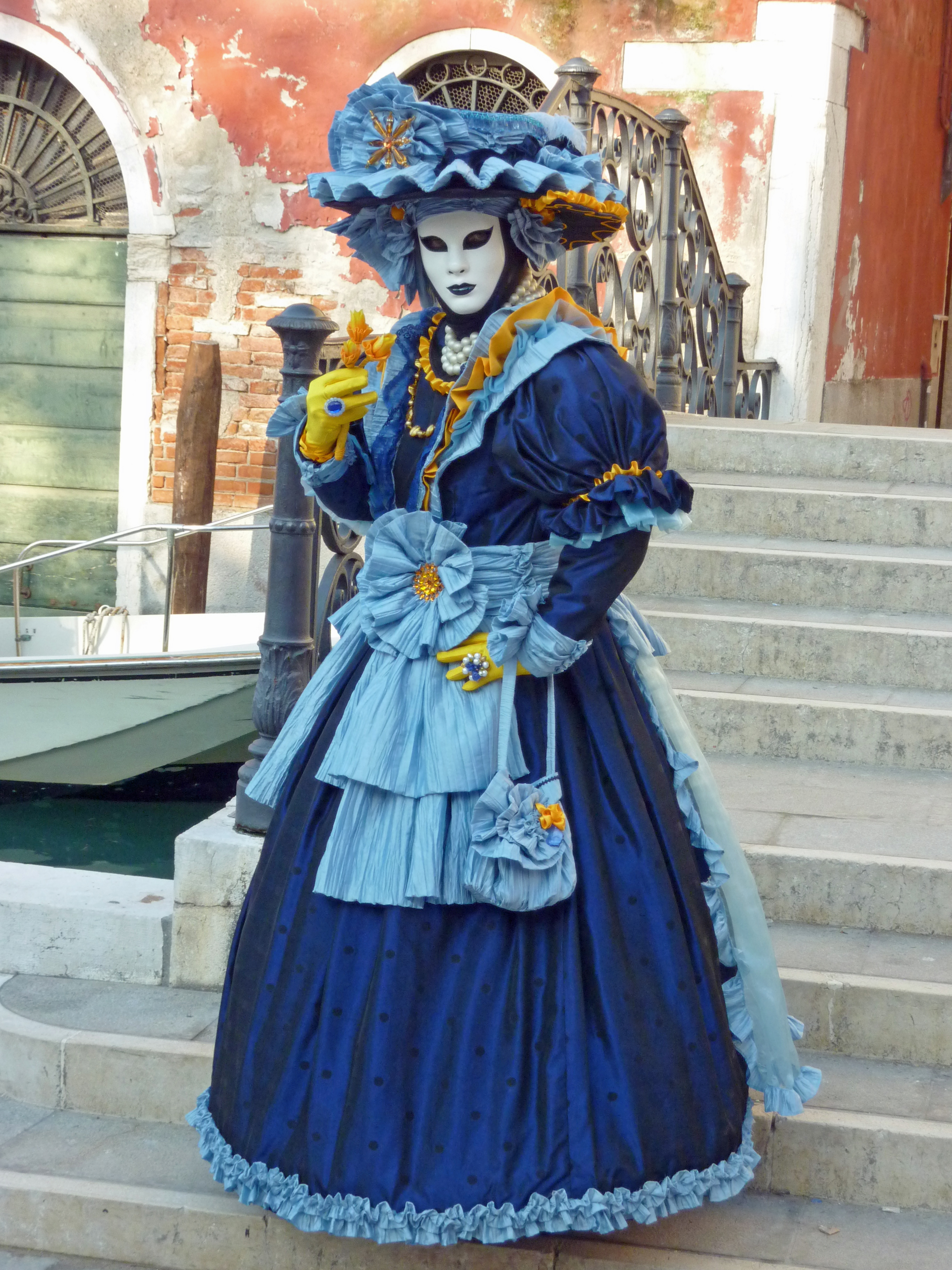
Kostüm im venezianischen Karneval

#### Südamerika

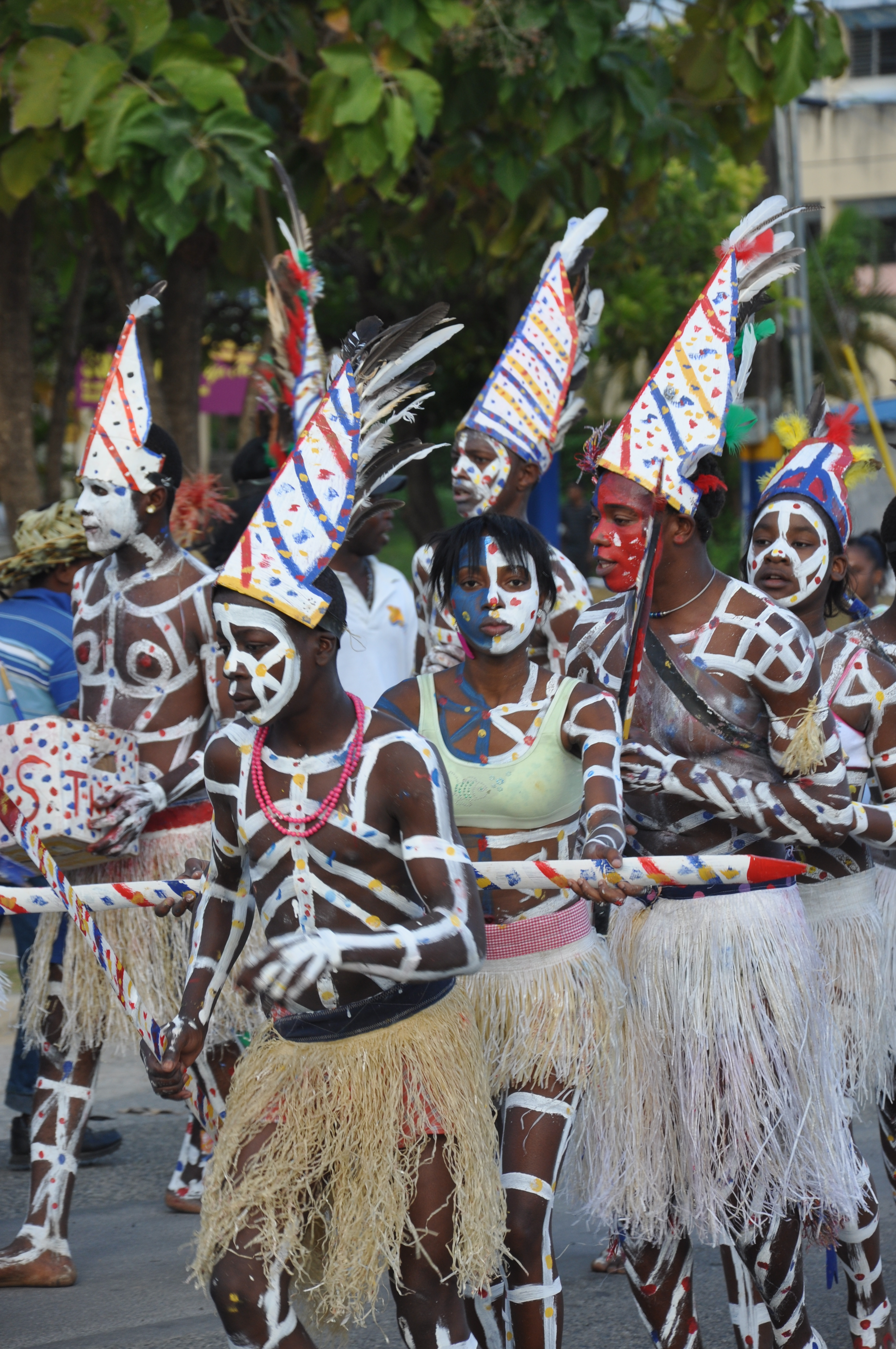
Kostümierte, Dominikanische Republik
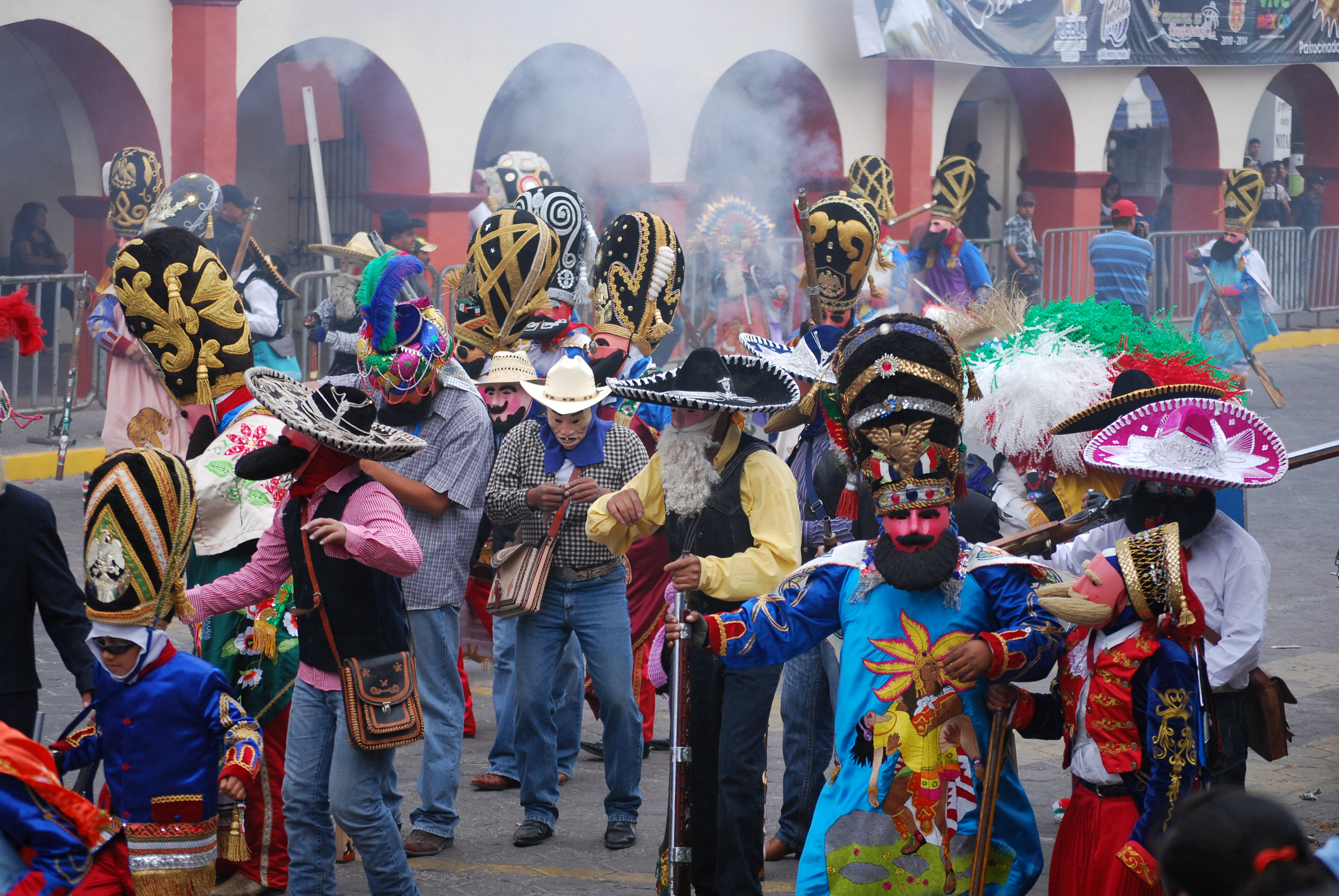
Kostümierte in Huejotzingo, Puebla, Mexiko
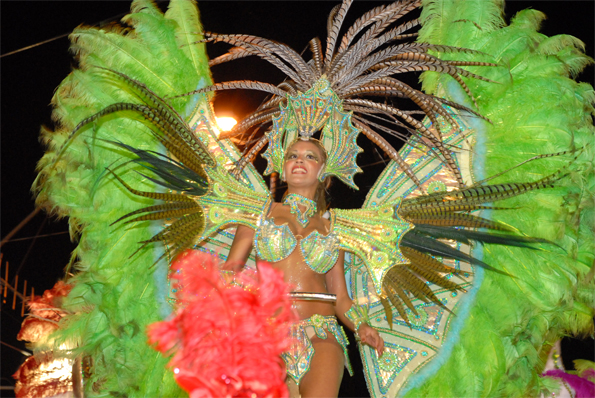
Aufwendiges Feder-Kostüm, Artigas, Uruguay
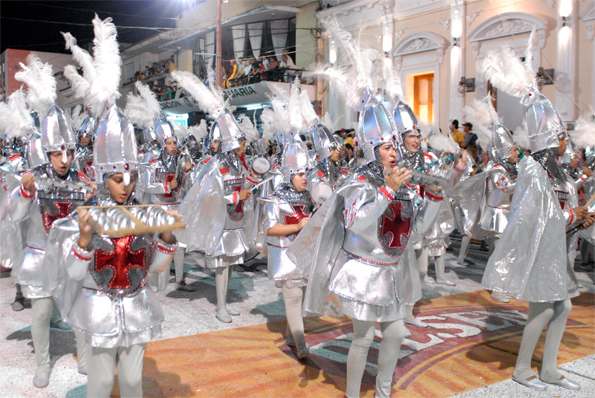
Jugendgruppe in Phantasie-Ritter-Kostümen in Artigas